# (375043) Zengweizhou
(375043) Zengweizhou est un astéroïde de la ceinture principale.

## Description
(375043) Zengweizhou est un astéroïde de la ceinture principale. Il fut découvert le 11 mai 2007 à l'Observatoire de Lulin par Ye Quan-Zhi et Hong Qin Lin. Il présente une orbite caractérisée par un demi-grand axe de 2,76 UA, une excentricité de 0,16 et une inclinaison de 13,0° par rapport à l'écliptique.

## Compléments